# Comité de Familiares de Detenidos Desaparecidos en Honduras
Das Comité de Familiares de Detenidos Desaparecidos en Honduras (kurz COFADEH und spanisch für Komitee der Familienangehörigen der verhafteten Verschwundenen in Honduras) ist eine Menschenrechtsorganisation aus Honduras. Sie wurde 1982 von Berta Oliva, die auch den Vorsitz innehat, und mehreren anderen  Angehörigen von Verschwundenen gegründet und hat ihren Hauptsitz in Tegucigalpa.
Zweck der Organisation ist, Hilfe für Menschen, die in Honduras von Sicherheitskräften verschleppt wurden, und ihre Angehörigen zu leisten.
Die Organisation war mehrmals Ziel von Angriffen. So wurde Tränengas gegen das Büro eingesetzt und Todesdrohungen verschickt. Teilweise mussten sich Mitglieder verstecken.